# (9227) Ashida
Pour les articles homonymes, voir Ashida.
(9227) Ashida est un astéroïde de la ceinture principale.

## Description
(9227) Ashida est un astéroïde de la ceinture principale. Il fut découvert le 26 janvier 1996 à Ōizumi par Takao Kobayashi. Il présente une orbite caractérisée par un demi-grand axe de 3,08 UA, une excentricité de 0,04 et une inclinaison de 3,6° par rapport à l'écliptique.

## Compléments